# Urocitellus
Urocitellus es un género de ardillas terrestres. Son endémicas del Holártico: Norteamérica y Asia.

## Especies
Se reconocen las siguientes especies:
- Urocitellus armatus (Kennicott, 1863)
- Urocitellus beldingi (Merriam, 1888)
- Urocitellus brunneus (A. H. Howell, 1928)
- Urocitellus canus (Merriam, 1898)
- Urocitellus columbianus (Ord, 1815)
- Urocitellus elegans (Kennicott, 1863)
- Urocitellus mollis (Kennicott, 1863)
- Urocitellus parryii (Richardson, 1825)
- Urocitellus richardsonii (Sabine, 1822)
- Urocitellus townsendii (Bachman, 1839)
- Urocitellus undulatus (Pallas, 1778)
- Urocitellus washingtoni (A. H. Howell, 1938)